# Isabel Martínez de Perón
Maria Estela Martínez de Perón, známá také jaké „Isabel“ (* 4. února 1931 La Rioja, Argentina) je argentinská politička, která byla v letech 1974–1976 prezidentkou Argentiny. Byla třetí manželkou prezidenta Argentiny Juana Peróna a historicky první žena v prezidentském úřadu na světě.

## Osobní život
Se svým budoucím manželem Perónem se setkala v Panamě, kde pracovala jako tanečnice v nočním klubu. Spolu se v roce 1960 přestěhovali do Španělska, kde byli přinuceni na nátlak církve vstoupit do manželství, i když věkový rozdíl mezi nimi byl 35 let.
Během Perónova návratu do politiky jej Isabel doprovázela při cestách po Jižní Americe a po Španělsku.
Na rozdíl od Perónovy druhé manželky Evity byla Isabel stydlivá a nikterak inteligentní, a proto s ní nikdy nebylo počítáno jako s posilou Perónovy politiky.

## Politická kariéra

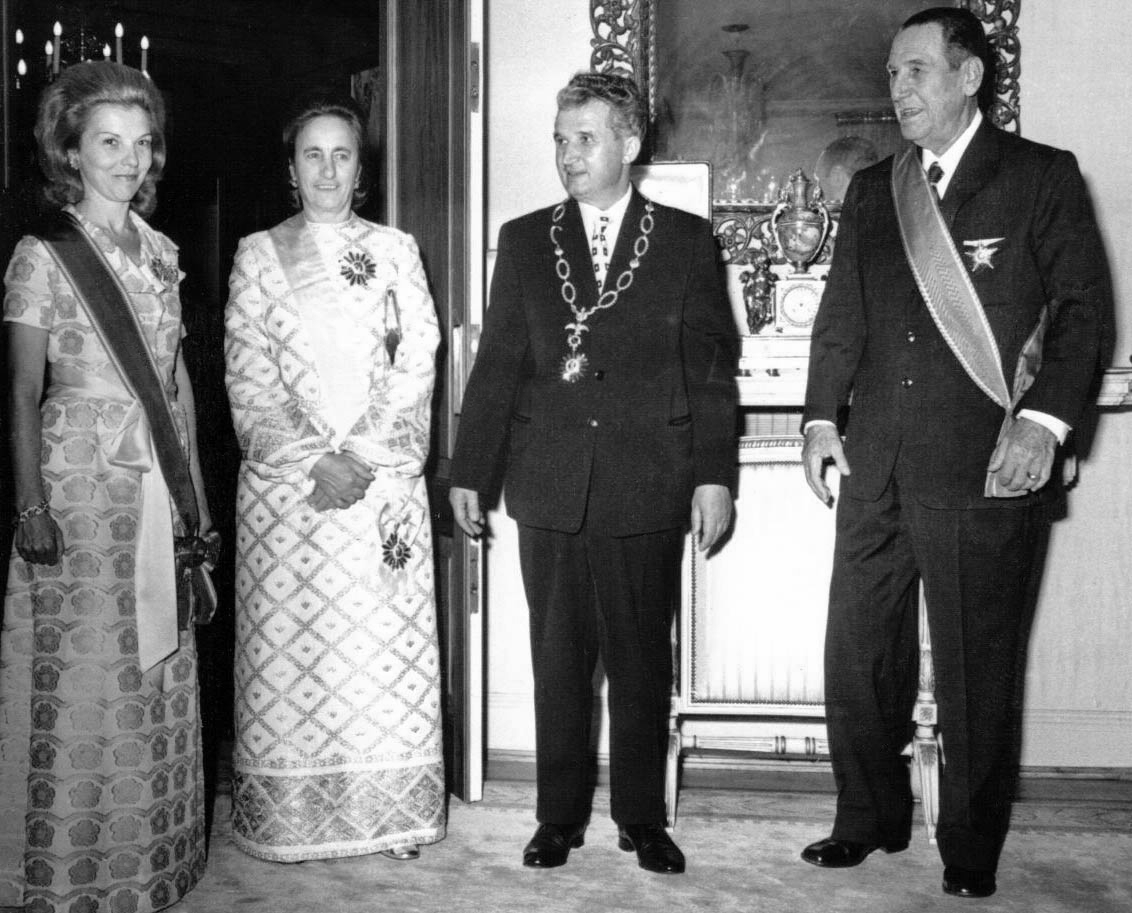
Perónovi s rodinou diktátora Ceaușescua.

Perón se v roce 1973 stal potřetí prezidentem Argentiny a jmenoval Isabel vicepresidentkou. Díky tomu se tak o rok později, po Perónově smrti, stala automaticky prezidentkou. V úřadu strávila necelé dva roky, než byla svržena pučem a nahrazena generálem Jorgem Videlou, který zavedl vojenskou diktaturu. Ironií je, že jej kdysi sama povýšila.
Isabel byla odsouzena k domácímu vězení, v roce 1981 jí bylo umožněno emigrovat do Španělska.
V roce 2007 požádala argentinská strana o její vydání zpět do vlasti, důvodem bylo podezření za spoluvinu na smrti více než 1500 levicových osobností politického života. O rok později španělský soud odmítl vydat Isabel k trestnímu stíhání s odůvodněním, že případ je již promlčen.